# Faculté de santé de l'université Paris-Cité
La faculté de santé de l'Université Paris Cité est une faculté créée par décret en 2019 en tant que regroupement de composantes internes de l'Université Paris Cité, dont l'unité de formation et de recherche en médecine, issue de la faculté de médecine de Paris fondée au XIIe siècle, l'unité de formation et de recherche unifiée d'odontologie ainsi que la faculté de pharmacie fondée en 1864,.
Si son siège est situé au 2 rue Valette, dans le 5e arrondissement de Paris, ses activités principales de formation sont situées rue de l’École de Médecine, au sein de :
- l'ancien couvent des Cordeliers (au n°12) abritant l'unité de formation et de recherche de médecine de la faculté ;
- l'ancienne académie royale de chirurgie (au n°15) abritant la bibliothèque interuniversitaire de santé (BIU), son musée d'histoire de la médecine, ainsi que le siège de l'université.
- ainsi que sur le site de l'Observatoire abritant l'unité de formation et de recherche de pharmacie de la faculté.

Son unité de formation et de recherche de médecine est la 1re de France par son nombre d'étudiants, d'enseignants et de laboratoires de recherche. Celle-ci revendique avec la faculté de médecine de Sorbonne Université, l'héritage de la faculté de médecine de Paris. Son unité de formation et de recherche d'odontologie est également la seule d'Île-de-France et la 1re de France selon le classement de Shanghai ainsi que par son nombre d'étudiants.
La faculté est la 1re structure universitaire partenaire de l'Assistance publique - Hôpitaux de Paris, avec ses quatre groupes hospitaliers universitaires qui y sont rattachés : le GHU AP-HP Centre Université Paris-Cité, comprenant 8 hôpitaux ; le GHU AP-HP Nord Université Paris-Cité, comprenant 7 hôpitaux ; le GHU AP-HP Hôpitaux universitaires Paris Seine-Saint-Denis, comprenant 3 hôpitaux ; ainsi que le GHU Paris Psychiatrie & neurosciences, comprenant 3 hôpitaux.
Matthieu Resche-Rigon est le doyen de la faculté depuis juin 2023, succédant à Xavier Jeunemaître.

## Histoire
Le 12 janvier 2021, les statuts de la faculté sont adoptés par le conseil de faculté réuni en séance plénière.

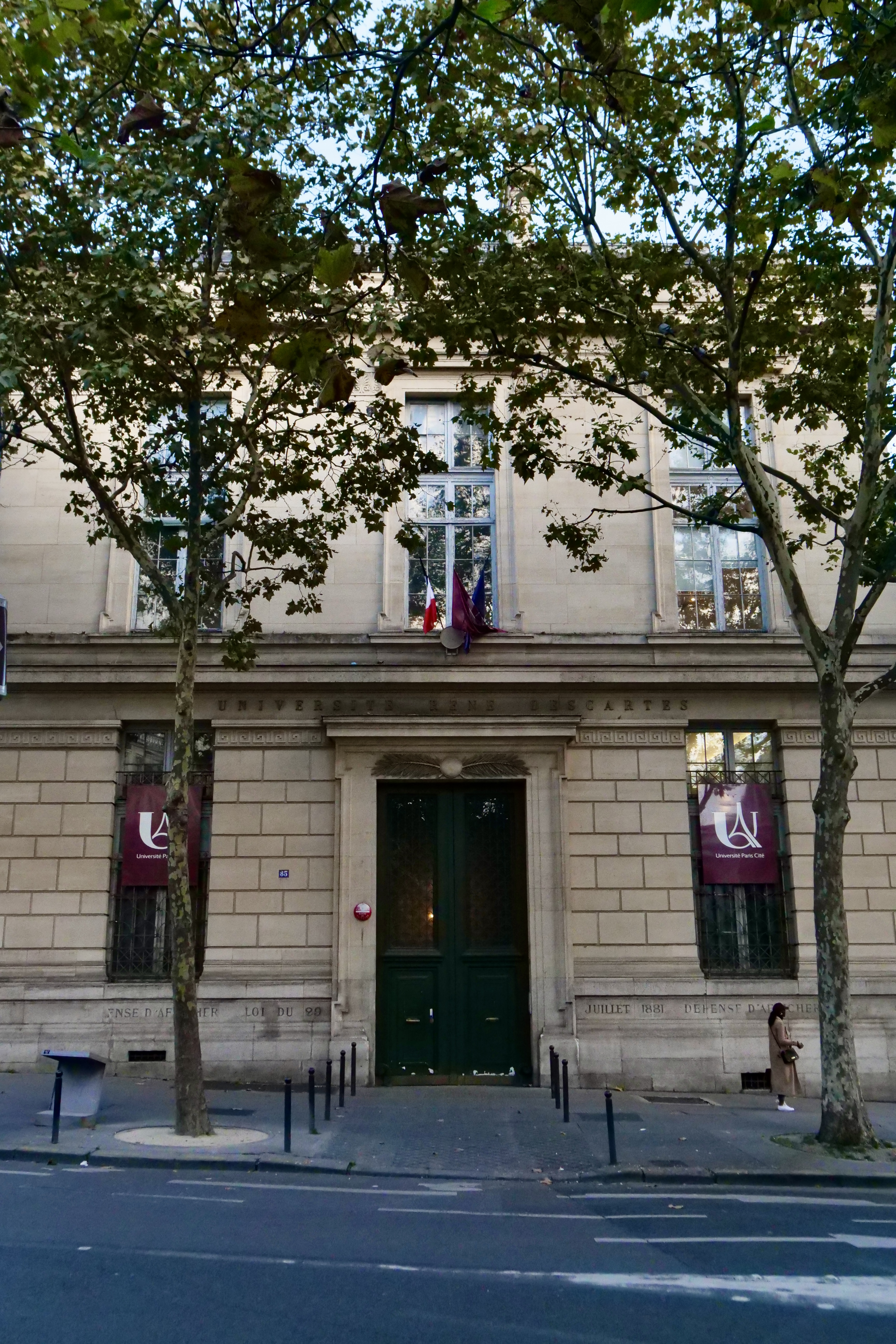
L'entrée côté boulevard Saint-Germain du 12, rue de l'École-de-Médecine.
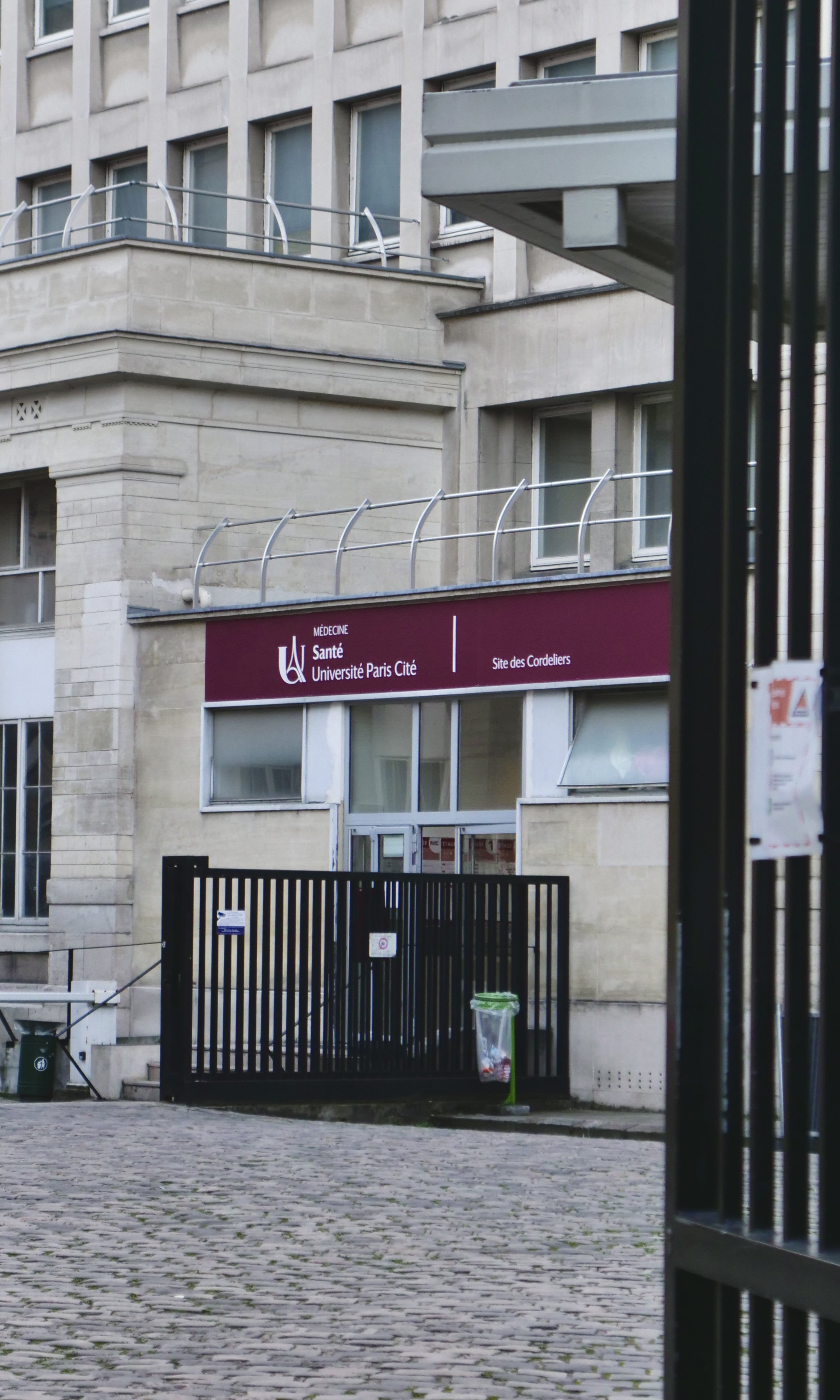
Le site principal de l'UFR de médecine de la faculté, en octobre 2024.
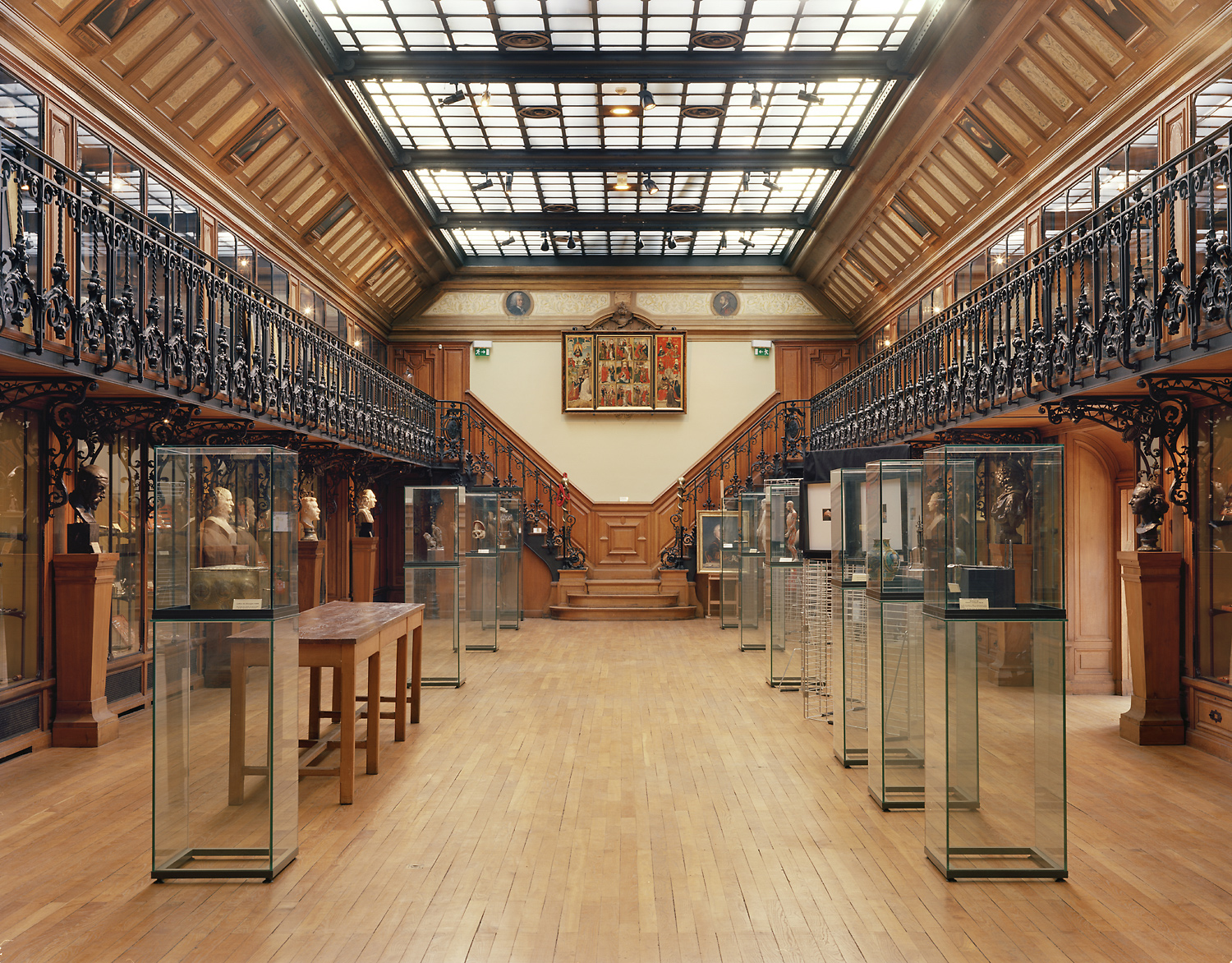
Le musée d'histoire de la médecine de la faculté.
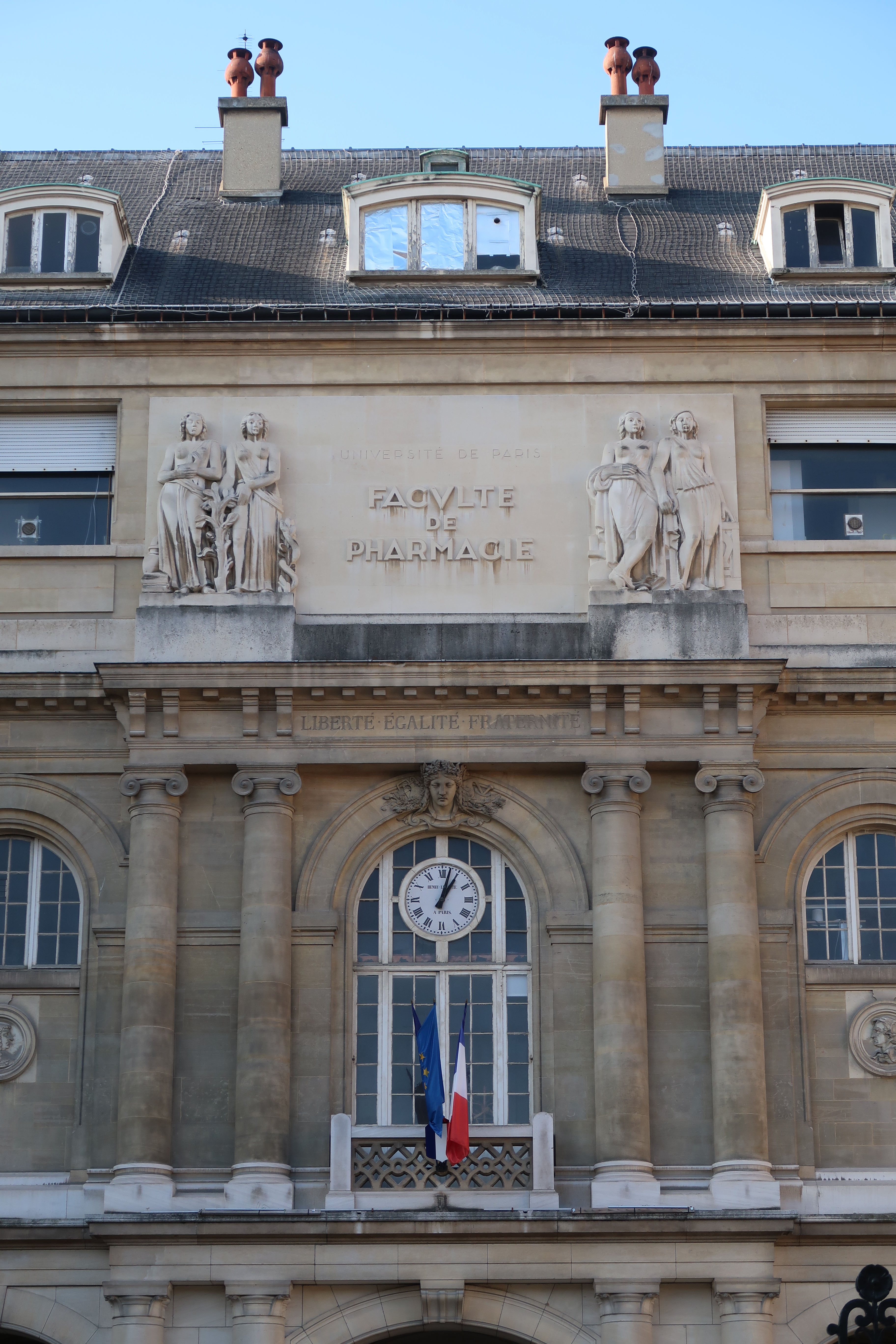
La façade de l'UFR de pharmacie, composante de la faculté de santé, dans le 6e arrondissement de Paris.
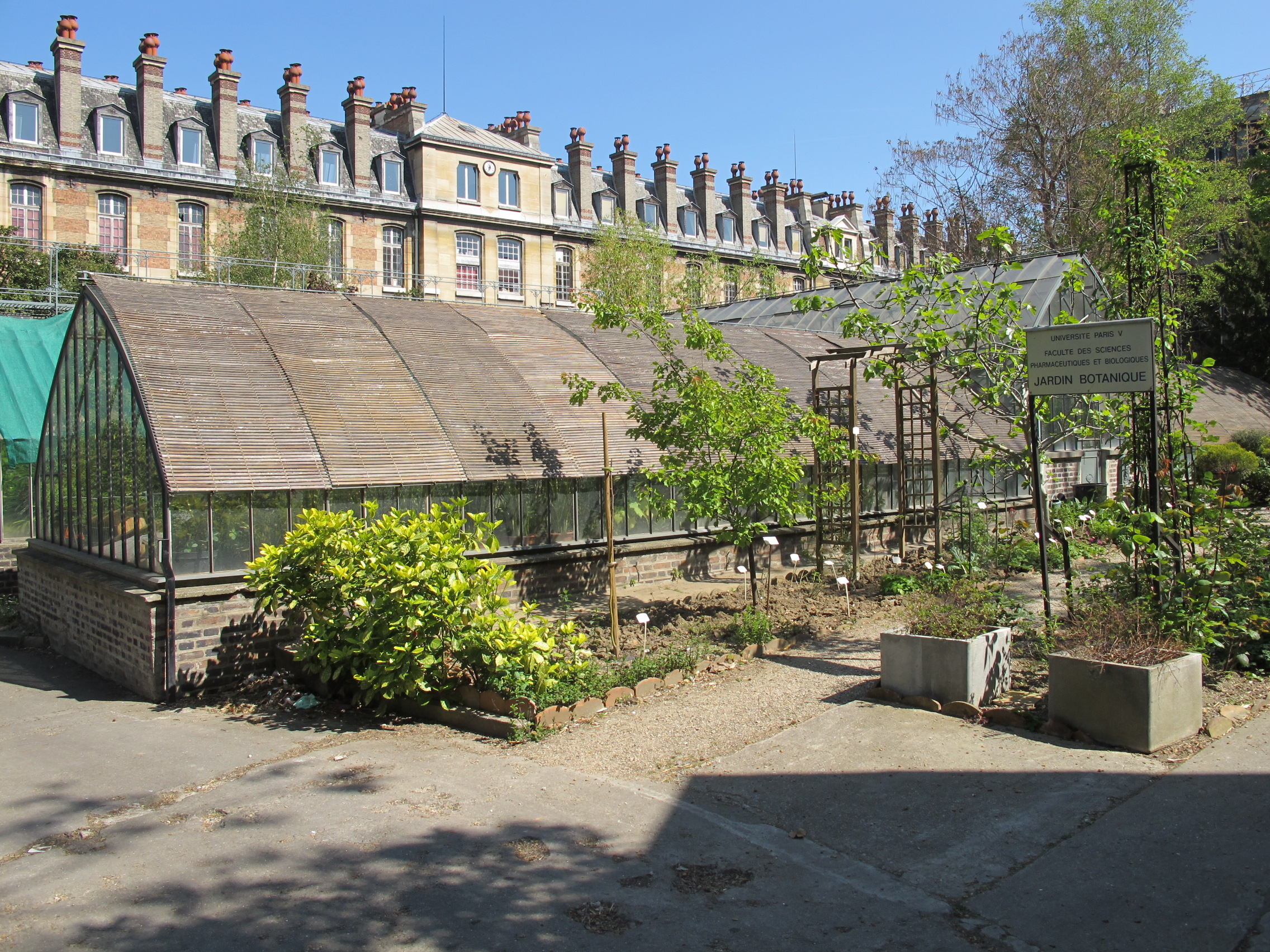
Le jardin botanique de la faculté.
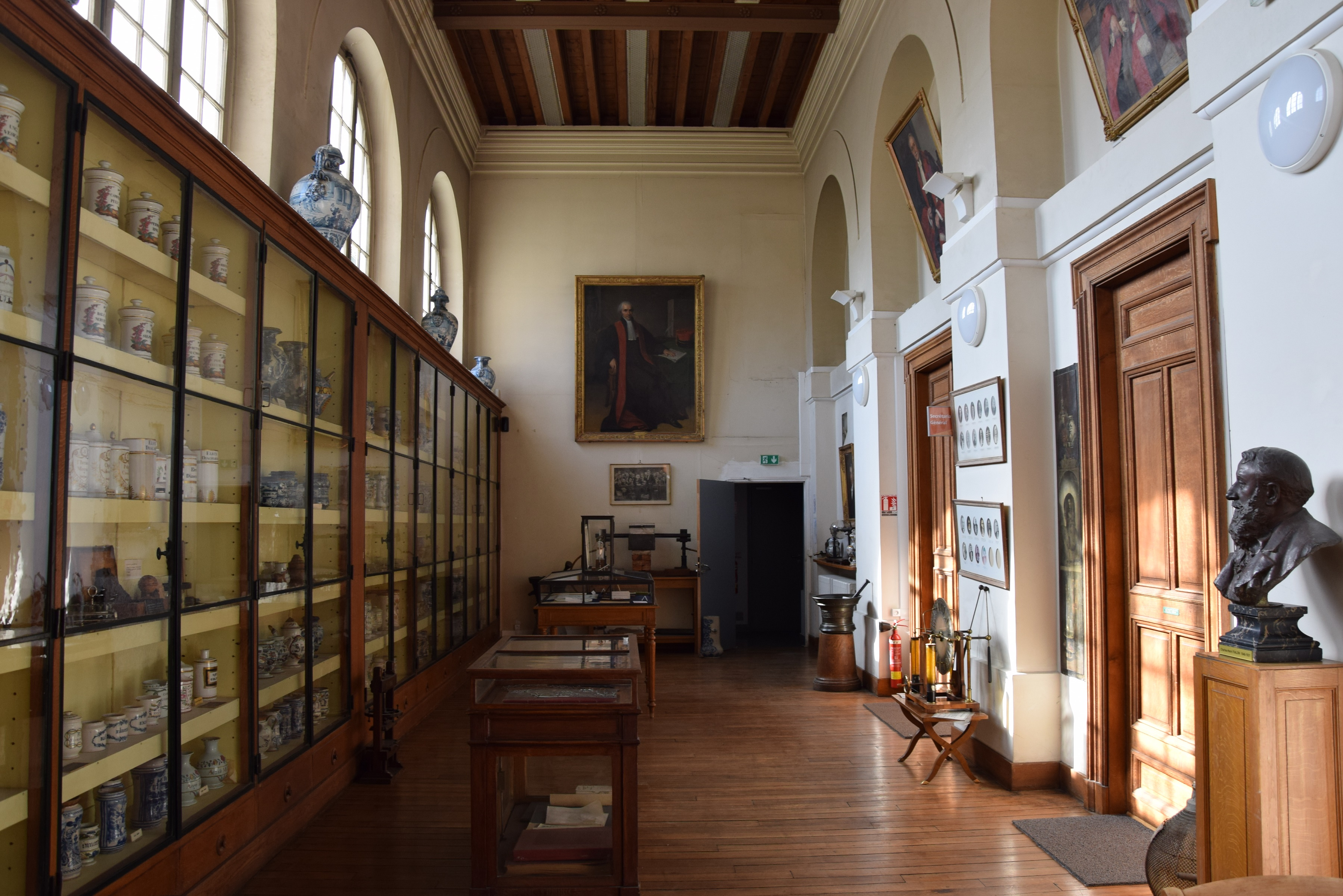
La galerie des pots de l'UFR de pharmacie.

## Organisation
- Siège : 2, rue Valette, au nord de la bibliothèque interuniversitaire Sainte-Barbe dans le 5e arrondissement de Paris.

La faculté de santé rassemble trois composantes :
- l'UFR de médecine, 15, rue de l'École-de-Médecine, le long du boulevard Saint-Germain dans le 6e arrondissement de Paris. C'est le site historique du Collège de chirurgie improprement appelé les Cordeliers[8], siège de l'université Paris-Cité.
  - Doyenne : Sabine Sarnacki (d)
- la Faculté de pharmacie de Paris, 4 avenue de l’Observatoire ;
  - Doyen : Jean-Louis Beaudeux (d)
- l'UFR d'odontologie (faculté de chirurgie dentaire) avec deux implantations :
  - (Montrouge), 1 rue Maurice-Arnoux, Montrouge ;
  - (Garancière), 5 rue Garancière ;
  - Doyen : Vianney Descroix (d)[9]

## Informations pratiques
- Doyen de la faculté : Matthieu Resche-Rigon (d)
  - Vice-doyen « stratégie » : Frank Ruemmele
  - Vice-doyen « recherche » : Michel Vidal
  - Vice-doyen « formation » : Alain Cariou (d)
  - Vice-doyenne « finances » : Julia Bosco (d)
  - Vice-doyenne « valorisation » : Giuseppina Caligiuri (d)
  - Vice-doyenne « relations internationales » : Hawa Keita-Meyer
  - Vice-doyenne « ressources humaines » : Marie-Christine Lallemand
  - Vice-doyenne étudiante : Mathilde Ould-Messaoud
  - Vice-doyenne déléguée « PASS et mineure Accès santé et L.AS » : Sylvie Robin

La faculté en quelques chiffres (2021) :
- 27 400 étudiants,
- 5 700 enseignants-chercheurs.